# Língua yaruro
O Yaruro é uma língua isolada da Venezuela.

## Comparações lexicais
Alguns paralelos lexicais entre o yaruro e o hodi (Jolkesky 2016):
| Português       | Yaruro                           | Hodi               |
| --------------- | -------------------------------- | ------------------ |
| aldeia          | bærʊ-pæ̃                          | balo               |
| beber           | ui ‘água’                        | woi                |
| cortar          | koa                              | ʰkʷai              |
| deitar          | ãrẽ                              | ʰjali              |
| fogo            | kʰõdæ                            | ʰkule              |
| irmão           | ajĩ-                             | hãjẽ ‘irmão menor’ |
| jacaré          | ari                              | aulẽ               |
| nuvem           | ɡõãrã                            | kʷa                |
| sangue          | ɡoe                              | iʰkwə              |
| veneno          | ɲeetowe                          | jẽtohai            |
| vespa           | mu                               | mo                 |
| voltar/caminhar | manau ‘caminhar’; mana ‘caminho’ | mãnã ‘voltar’      |

Alguns paralelos lexicais entre o yaruro e o proto-witoto-ocaina (Jolkesky 2016):
| Português | Yaruro  | Proto-Witoto-Ocania |
| --------- | ------- | ------------------- |
| eu (1.S)  | kɔdɛ    | *kõẽ, *kuʔe-        |
| aranha    | apɛkɔɛ  | *hebekï-ɡoi         |
| caminho   | nõ      | *tïdo-              |
| carne     | gõã     | *õʔã-               |
| homem     | ɔĩ      | *ɨʔí                |
| mãe       | aĩ ~ eĩ | *éʔĩ-               |
| mandioca  | pae     | *máhĩ(ka)-(hï)      |
| unha      | iβɛ     | *-be                |

Alguns paralelos lexicais entre o yaruro e o proto-bora-muinane (Jolkesky 2016):
| Português   | Yaruro | Proto-Bora-Muinane |
| ----------- | ------ | ------------------ |
| aranha      | mãkã   | *paaɡa-            |
| batata-doce | ʧerame | Muinane ʤírúúmɨba  |
| cobra       | poana  | *buua              |
| fumaça      | ʧʰʊ    | *ttsu              |
| mandioca    | pae    | *paikuumɯɯ         |
| noite       | pe     | *pəkko             |
| sol         | do     | *nɯʔ-              |

Alguns paralelos lexicais entre o yaruro, o proto-emberá e o proto-chocó (Jolkesky 2016):
| Português   | Yaruro    | Proto-Emberá | Proto-Chocó  |
| ----------- | --------- | ------------ | ------------ |
| abelha      | ẽmi       | *kimi        |              |
| abobora     | tʰaɛ      | *hiatʰãw     |              |
| boca        | ja        |              | *i           |
| caminho     | nõ        | *ʔo          |              |
| cana        | ʧiã-reã   | *sia         |              |
| chuva       | kʰɔmẽ     | *koe         |              |
| doce        | goae      | *kũa         | *kũa         |
| erva        | kʊrʊ      | *bakuru      |              |
| fezes       | a         | *ã           |              |
| garça       | ãdʊra     | *tura        |              |
| gente/homem | pumɛ̃, ome | *uma-kʰĩrã   |              |
| madeira     | topʰono   |              | *tɨbɨ ‘fogo’ |
| marido      | ɛba-mẽ    | *kʰima       |              |
| mulher      | ieĩ       | *we(̃ ra)     |              |
| nariz       | ĩbu       | *kẽ-bu       | *kẽ-bu       |
| nuvem       | gõãrã     | *hɯ̃(r)ara    |              |
| olho        | da-čo     | *da-bu       | *da-bu       |
| ovo         | nɯ̃        | *nẽɯ̃mɯ̃       |              |
| pele        | i         | *e           |              |
| pulmão      | pʰuru     | *poto        |              |
| rio         | dɔrɔ      | *do          | *do          |
| sangue      | goe       | *ua          |              |
| veado       | bɯa       | *bɯʧa ‘anta’ |              |

Alguns paralelos lexicais entre o yaruro e o waorani (Jolkesky 2016):
| Português     | Yaruro   | Waorani |
| ------------- | -------- | ------- |
| vós (2.P)     | mɛnɛrɔ   | mĩnitõ  |
| abelha        | ẽmi      | æamo    |
| caminho       | nõ       | taa-dõ  |
| casa          | hõ       | õ-kõ    |
| céu           | ãde      | õ-õdæ   |
| dormir        | mõã      | bõ      |
| porco-do-mato | aboea    | amo     |
| quente        | kʊa-kʊ-a | ãgõã    |